# Pfaffenhofen a.d.Glonn
Pfaffenhofen a.d.Glonn é um município da Alemanha, no distrito de Dachau, na região administrativa de Oberbayern , estado de Baviera.